# Matteo Ciampi
Matteo Ciampi (Roma, 3 novembre 1996) è un nuotatore italiano.

## Biografia
Ha frequentato l'Università degli Studi Roma Tre. È tesserato per il Centro Sportivo Esercito e per la Livorno Aquatics ed allenato dal tecnico federale Stefano Franceschi.
Ai Giochi del Mediterraneo di Tarragona 2018 ha conquistato l'oro nella staffetta 4x200 metri stile libero, gareggiando al fianco di Stefano Di Cola, Mattia Zuin e Filippo Megli.
Ha partecipato ai Campionati europei di nuoto di Glasgow 2018, vincendo la medaglia di bronzo nella staffetta 4x200 metri stile libero, con i connazionali Alessio Proietti Colonna, Filippo Megli, Mattia Zuin e Stefano Di Cola.
Alle Universiadi di Napoli 2019 ha vinto la medaglia d'argento nei 400 metri stile libero, concludendo la gara alle spalle del giapponese Keisuke Yoshida, e nella staffetta 4x200 metri stile libero, gareggiando al fianco di Stefano Di Cola, Mattia Zuin e Alessio Proietti Colonna.
Ai mondiali di Gwangju 2019 ha stabilito il primato nazionale nella staffetta 4x200 metri stile libero, con il tempo di 7'04″97. Il suo tempo di frazione è stato 1'46″42, quello dei compagni Filippo Megli 1'46″79, Stefano Ballo 1'45″66 e Stefano Di Cola 1'46″10.
Ha rappresentato l'Italia ai Giochi olimpici estivi di Tokyo 2020, dove si è classificato 5º nella staffetta 4x200 m stile libero, con Stefano Ballo, Filippo Megli, Stefano Di Cola e Marco De Tullio.
Agli europei di Roma 2022 ha guadagnato l'argento nelle staffette 4x200 m stile libero maschile e mista.
Ai mondiali in vasca corta di Melbourne 2022 ha vinto il bronzo nella staffetta 4x200 m stile libero con Thomas Ceccon, Alberto Razzetti, Paolo Conte Bonin e Manuel Frigo. Ha raggiunto la finale dei 400 m stile libero, dove si è piazzato 8º.

## Palmarès
- Mondiali in vasca corta

Melbourne 2022: bronzo nella 4x200 m sl.
- Europei

Glasgow 2018: bronzo nella 4x200m sl.
Budapest 2020: bronzo nella 4x200m sl.
Roma 2022: argento nella 4x200m sl e bronzo nella 4x200m sl mista.
- Europei in vasca corta

Kazan 2021: argento nei 400m sl.
- Giochi del Mediterraneo

Tarragona 2018: oro nella 4x200m sl.
- Universiadi

Napoli 2019: argento nei 400m sl e nella 4x200m sl.

### Campionati italiani
| Anno | Edizione    | stile libero 200 m | stile libero 400 m | farfalla 200 m | stile libero 4x100 m | stile libero 4x200 m |
| ---- | ----------- | ------------------ | ------------------ | -------------- | -------------------- | -------------------- |
| 2021 | Primaverili | -                  | 3                  | -              | -                    | -                    |
| 2021 | Invernali   | -                  | -                  | 3              | -                    | -                    |
| 2022 | Primaverili | -                  | -                  | -              | -                    | 1                    |
| 2022 | Estivi      | -                  | 2                  | -              | -                    | -                    |
| 2022 | Invernali   | 2                  | 1                  | -              | -                    | -                    |
| 2023 | Primaverili | 2                  | 3                  | -              | 3                    | 2                    |
| 2023 | Invernali   | 1                  | 3                  | -              | -                    | -                    |
| 2023 | Primaverili | -                  | -                  | -              | -                    | 1                    |

## International Swimming League
| Stagione 2021   |
| --------------- |
| Aqua Centurions |